# Rosencrantz e Guildenstern sono morti (film)
Rosencrantz e Guildenstern sono morti (Rosencrantz & Guildenstern Are Dead) è un film del 1990 diretto da Tom Stoppard.
La pellicola è la trasposizione cinematografica della commedia omonima dello stesso regista. Durante tutto il lungometraggio Rosencrantz e Guildenstern, amici d'infanzia di Amleto nella tragedia di Shakespeare, sono impegnati in complesse ed assurde discussioni sulla natura del "caso" e della "morte".
La pellicola, girata in diverse località dell'ex-Jugoslavia, vinse il Leone d'Oro al miglior film alla 47ª Mostra internazionale d'arte cinematografica di Venezia nel 1990.

## Trama
Rosencrantz e Guildenstern, alla volta del castello di Elsinore, continuano a lanciare una moneta da cui esce sempre testa, probabilmente una metafora visuale delle parole di Amleto "Time is out of joint". Da qui iniziano una serie di divagazioni su dove stanno andando e perché, senza arrivare ad una conclusione certa. Decidono di proseguire ugualmente, in fretta, fino ad incontrare una compagnia di attori drammatici.
Rosencrantz e Guildenstern si ritrovano pertanto a recitare l'Amleto, nel momento in cui Re Claudio e la Regina Gertrude affidano loro il compito di divertire Amleto e indagare sulle cause della sua improvvisa depressione. Dopo aver accettato, i due protagonisti vagano per le stanze del castello, in una sequenza di scene dove l'assurdo e l'ironico si mescolano rendendo gli eventi quasi totalmente incomprensibili.
Per prepararsi al colloquio con Amleto, decidono di realizzare una sorta di gioco di ruolo: uno deve fingere di essere il principe, mentre l'altro pone al finto principe domande per scoprire le ragioni del suo "cambiamento". Malgrado questa sorta di preparazione, Amleto riesce a smascherarli. I rimandi alla trama dell'Amleto si susseguono, e, mentre l'azione vera e propria è altrove, Rosencrantz e Guildenstern vedono giungere al castello la compagnia teatrale incontrata in viaggio.
Le prime prove della compagnia portano in scena proprio ciò che deve ancora svolgersi della vicenda di Amleto: il suicidio di Ofelia, la carneficina a corte, e l'impiccagione di due uomini molto simili a Rosencrantz e Guildenstern. Segue un dialogo tra i due ed il capocomico sul destino, sulla morte e sul ruolo dell'attore. Le opinioni del capocomico lo fanno assomigliare a Shakespeare, creando una sorta di dialogo tra i Rosencrantz e Guildenstern cinematografici e l'autore vero e proprio della tragedia. Gli chiedono se loro possono operare dei cambiamenti nella trama delle tragedie che rappresentano, ma l'autore afferma che per tutti la parte è già scritta, e, inevitabilmente, alla fine della rappresentazione tutti sono segnati alla morte.
La tragedia che gli attori preparano viene infine rappresentata davanti alla regina e al re, che lascia la sala in preda allo shock. Rosencrantz e Guildenstern ricevono allora il compito di scortare Amleto in Inghilterra, ritrovandosi, quasi senza accorgersene, a bordo di una nave diretta verso la Gran Bretagna. La situazione sembra precipitare quando aprono la lettera consegnata loro dal re Claudio per il re inglese, in cui c'è l'ordine di decapitare Amleto una volta sbarcato. Mentre dormono Amleto sostituisce la lettera, e, come nella tragedia di Shakespeare, fugge sulla nave dei pirati che li avevano attaccati.
Ricompare quindi la compagnia teatrale, con un ultimo dialogo sulla fatalità della morte, del destino e della tragedia teatrale. Infine il capocomico impersona il re d'Inghilterra, Rosencrantz e Guildenstern vengono impiccati, mentre a corte si compie la carneficina descritta nelle pagine della tragedia. Al termine di questa l'ambasciatore inglese annuncia alla corte di Danimarca la morte di Rosencrantz e Guildenstern.

## Particolarità della trama
Quando Rosencrantz e Guildenstern incontrano la prima volta la compagnia di attori che si esibisce per dare dimostrazione della loro abilità recitativa, nel mezzo della rappresentazione si apre una valigia sul carro degli attori, da cui fuoriescono dei pentagrammi. In alcune scene del film questi fogli continuano a ricomparire, dando l'impressione che Rosencrantz e Guildenstern non abbiano mai veramente abbandonato il carro degli attori: proseguono il viaggio, tuttavia sono imprigionati nella scena, o, come dice il capocomico, sono parte della rappresentazione. Quest'impressione è rafforzata dal cambio di scena, repentino e improvviso, tanto che Rosencrantz e Guildenstern non comprendono come siano riusciti a raggiungere luoghi diversi. Dalla foresta alla sala da ballo della corte, da dietro un arazzo della camera della madre di Amleto, la Regina, alla nave che viaggia in direzione dell'Inghilterra: il ritmo incalzante non dà loro possibilità di capire come vi siano arrivati e dove in realtà si trovino.
Rosencrantz e Guildenstern si parlano come se non sapessero chi sia l'uno e chi l'altro, e il mondo esterno non li aiuta a definirli in un'identità: dopo aver affidato loro il compito di parlare ad Amleto, il Re si accomiata salutandoli per nome, la Regina fa lo stesso ma scambiando i nomi.
Rosencrantz prepara un panino con un hamburger ma non lo mangia, per cui Guildenstern lo critica accusandolo di giocare con il cibo. Rosencrantz simula sia l'esperimento di Galileo Galilei con il sasso e la piuma, che l'evento in cui a Newton cade una mela sulla testa facendogli intuire l'effetto della gravità: sembra ogni volta essere sul punto di scoprire la legge della gravitazione, sta per parlare ma poi tace. Si sorprende del funzionamento di una carrucola riuscendo, con un piccolo sforzo, a sostenere il proprio peso corporeo. Similmente, mentre si fa il bagno, fa propria l'esperienza del principio di Archimede. Inoltre con il torsolo di una mela inventa un rudimentale motore a vapore, e, con uno dei fogli di carta costruisce un moderno aeroplano, intuendo a metà rappresentazione, la legge di conservazione del moto e dell'energia di Newton: Guildenstern, impegnato a comprendere l'evolversi della trama, scocciato li distrugge.

## Riconoscimenti
- 1990 - Mostra internazionale d'arte cinematografica
  - Leone d'oro al miglior film